# Grand incendie de La Nouvelle-Orléans (1788)
Pour les articles homonymes, voir Grand incendie de La Nouvelle-Orléans.

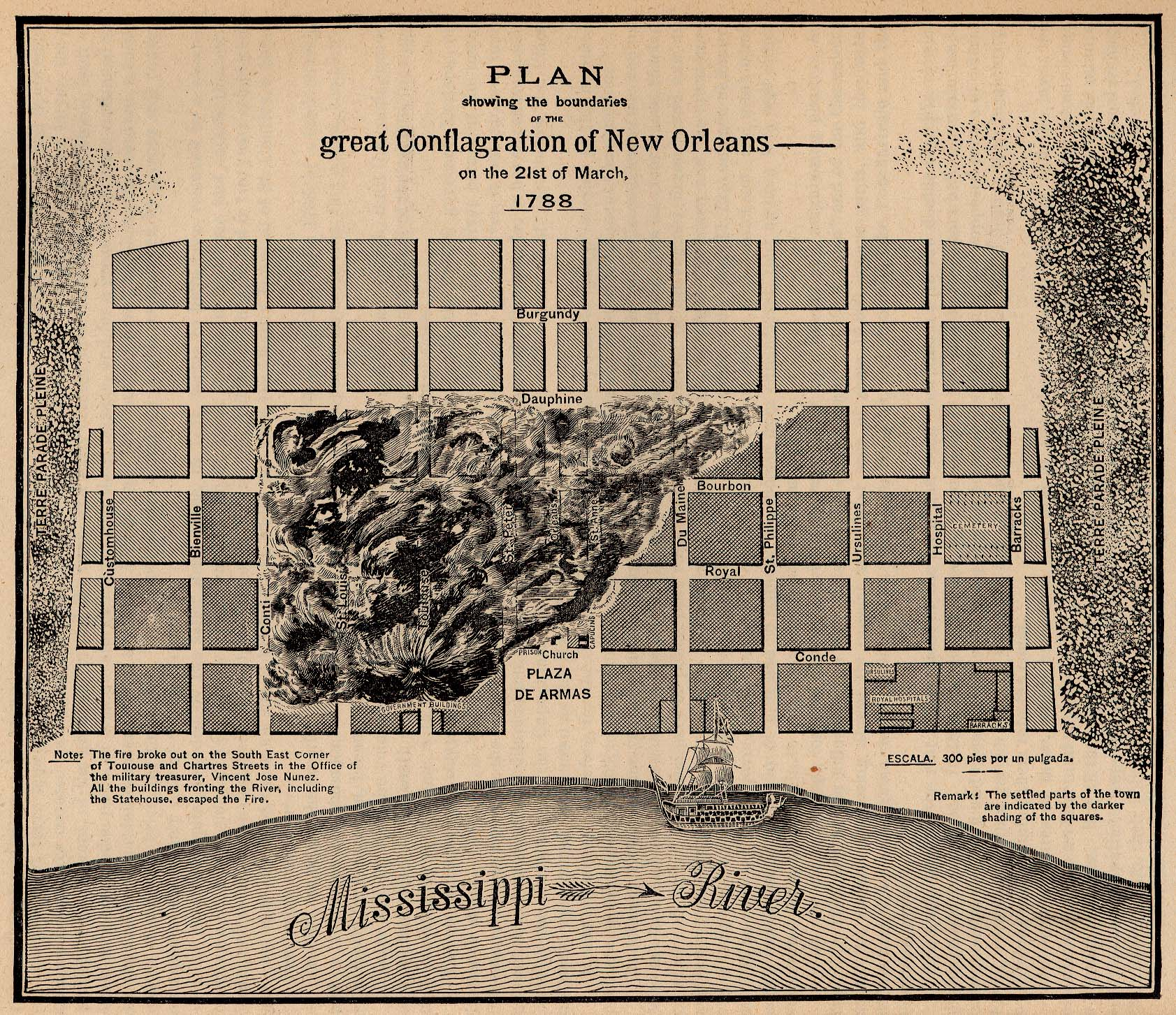
Plan établissant les zones ravagées par le Grand Incendie de La Nouvelle-Orléans du 21 mars 1788

Le Grand incendie de La Nouvelle-Orléans est un incendie qui détruisit 856 des 1100 bâtiments de la ville le 21 mars 1788. Il a ravagé le sud et le centre du Quartier français, depuis la rue de la Bourgogne (Burgundy Street) jusqu'à la rue de Chartres (Chartres Street), atteignant presque les immeubles au bord de la rivière. En plus de cet évènement, 212 bâtiments supplémentaires seront détruits par un nouvel incendie le 8 décembre 1794.

## Histoire
L'incendie débuta le jour du Vendredi saint à 13h30 dans la demeure du trésorier militaire espagnol Don Viencente Jose Nunez, au croisement entre la rue de Chartres (Chartres Street) et la rue de Toulouse (Toulouse Street), près de la Place d'Arme (Jackson Square). Alimenté par de fortes bourrasques de vent provenant du sud-est, il consuma la moitié de la ville en moins de cinq heures. L'incendie réduisit en cendres le cabildo (en) et pratiquement tous les bâtiments importants du Vieux carré, parmi lesquels l'église principale, l'hôtel de ville, les casernements de l'armée, l'armurerie et la prison. Seulement deux véhicules de lutte contre les incendies étaient utilisables et ils furent détruits par le feu. Le gouverneur de la Louisiane Esteban Rodríguez Miró fit édifier des tentes pour les sinistrés.
La zone incendiée s'étendit de la rue Dauphine (Dauphine Street) jusqu’au fleuve Mississippi et de la rue Conti (Conti Street), dans le sud, jusqu'à la rue Saint-Philippe (St. Philip Street), dans le nord. Les bâtiments en bordure de la rivière furent épargnés, notamment l'édifice des douanes, les entrepôts de tabac, la Maison du Gouverneur, l'Hôpital Royal et le couvent des Ursulines.
Les Espagnols décidèrent de remplacer les bâtiments de bois par des édifices ouverts par des cours, dont les murs et les arcades sont faits d'épaisses briques et dont les balcons sont en fer forgé. Ces nouveaux bâtiments, comme la Cathédrale Saint-Louis, le Cabildo (en) (The Cabildo) et le Presbytère (en) (The Presbytere), vont marquer le style architectural de La Nouvelle-Orléans.
Le gouverneur Miró résuma les dégâts provoqués dans le rapport suivant : 

« Si l'imagination pouvait décrire ce que nos sens nous permettent de ressentir par la vue et le toucher, la raison elle-même, horrifiée, reculerait; et il est difficile de dire si une ville entière aux prises avec les flammes est plus horrible à voir que les conditions éprouvantes et pitoyables dans lesquelles tout le monde est entrainé. Les mères, recherchant asile ou refuge pour leurs petits, et abandonnant leurs biens matériels à l'avidité de l'impitoyable ennemi, se retireraient dans des endroits isolés plutôt que d'être témoins de leur ruine. Les pères et les maris étaient occupés à sauver tous les objets parmi les vives flammes qu'il leur était possible de porter à l'abri, et la confusion générale était telle qu'elle les empêchait de trouver une place sécurisée où les mettre. La nuit arrivant couvrit de son obscurité le spectacle désolant pour quelques heures; mais le plus horrible restera toujours la vue, lorsque le jour commençait à se lever, de familles entières se répandant le long des grandes routes, s’abandonnant aux lamentations et au désespoir, et qui, il y a à peine quelques heures, profitait des joies de conforts plus qu'ordinaires de la vie. Les pleurs, les sanglots à vous fendre le cœur et les visages blêmes de ces misérables reflétait la terrible désolation qui avait accablé la ville, désormais en ruines, transformée en l'espace de cinq heures en un épouvantable désert aride. Telle fut la fin terrible de cette œuvre funeste, le résultat de soixante-dix années d'efforts. »

Le 8 décembre 1794, après six années de reconstruction, 212 autres bâtiments furent détruits lors du Grand incendie de La Nouvelle-Orléans de 1794. Étant encore à cette époque une colonie espagnole, la reconstruction se poursuivit dans le style espagnol et la plupart des bâtiments au style architectural français disparurent du Quartier Français.